# Vana-Kuuste
Vana-Kuuste – wieś w Estonii, w prowincji Tartu, w gminie Kambja.
Znajduje się tu przystanek kolejowy Vana-Kuuste, położony na linii Tartu – Koidula.

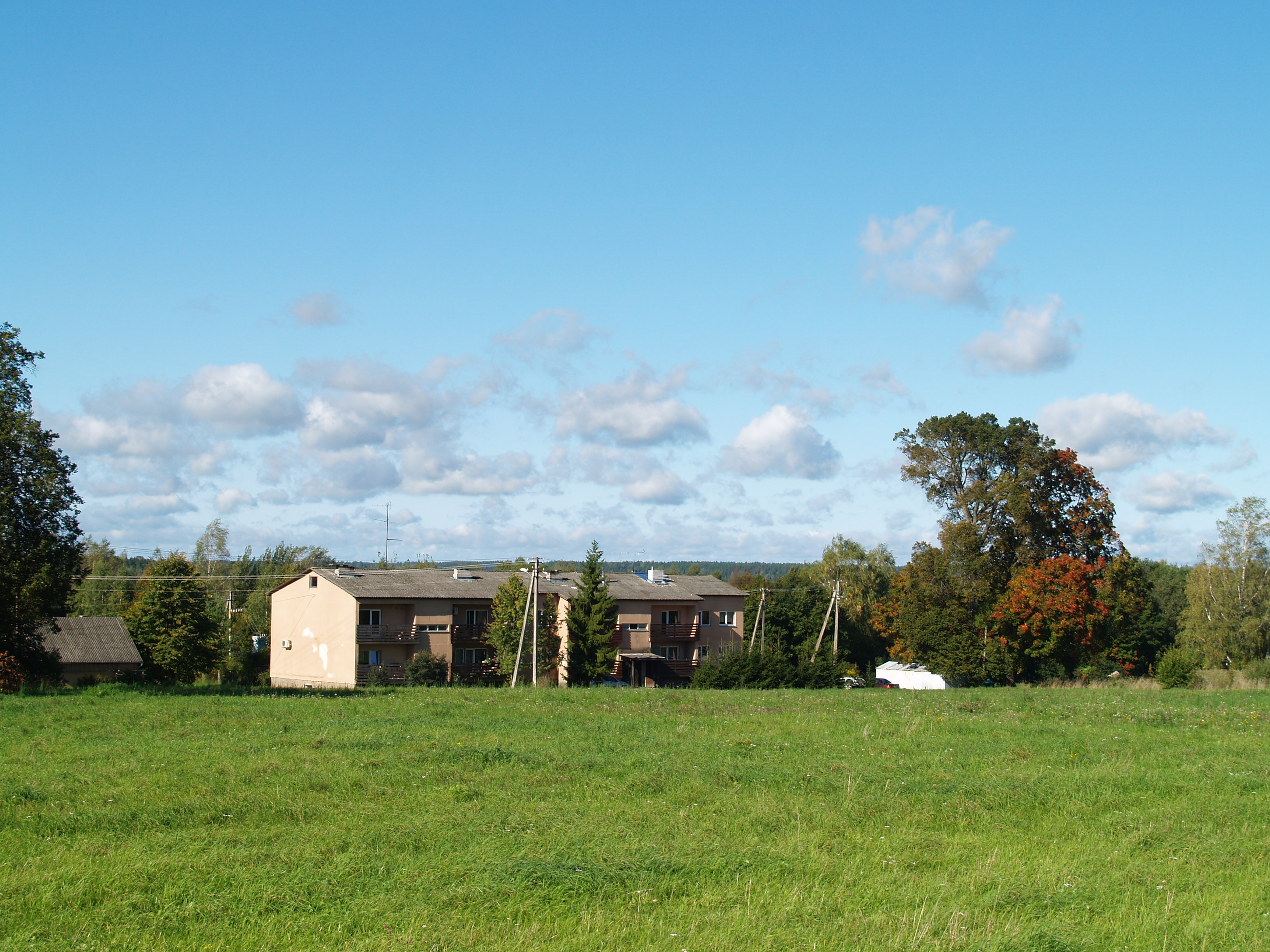
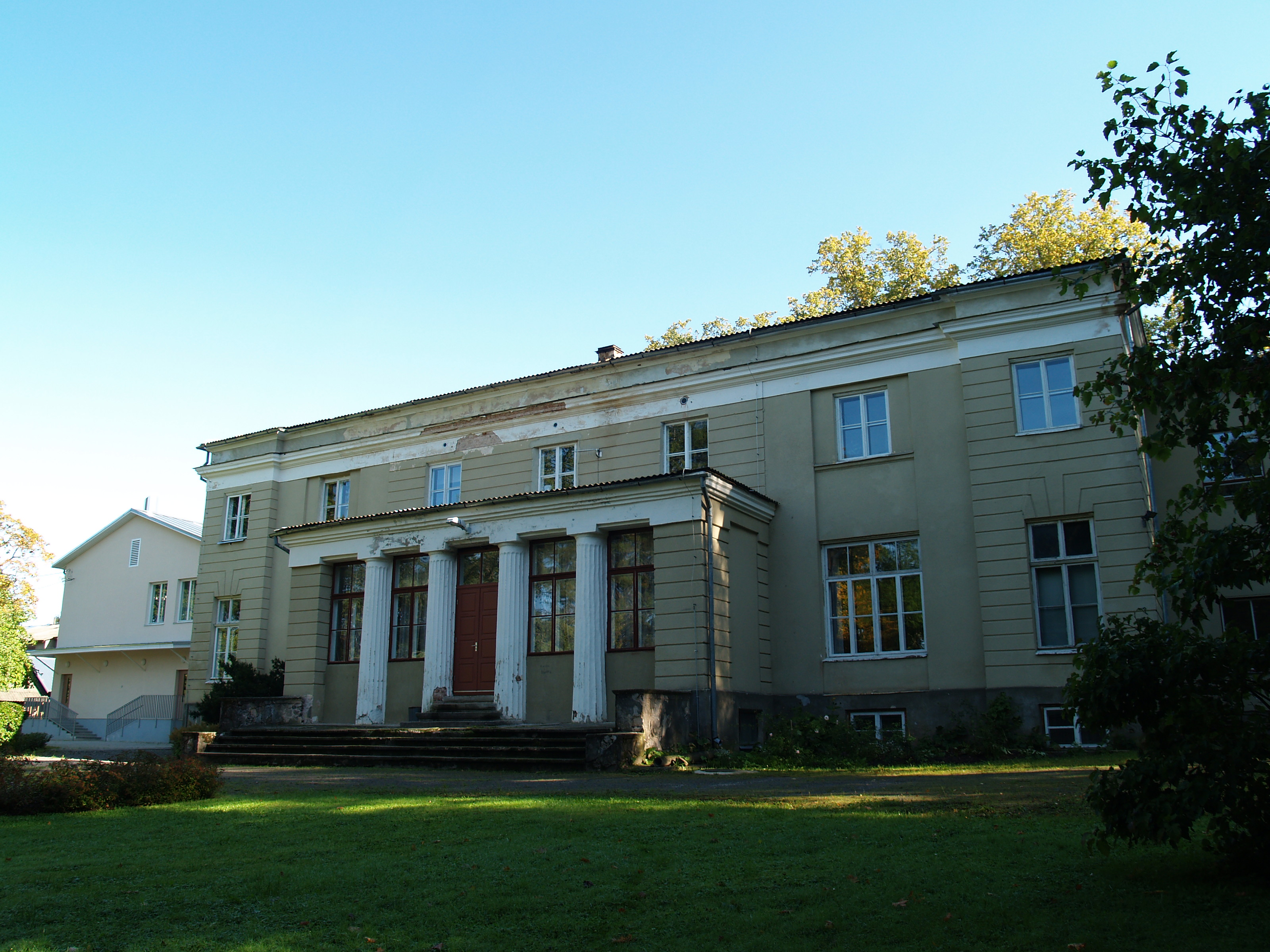
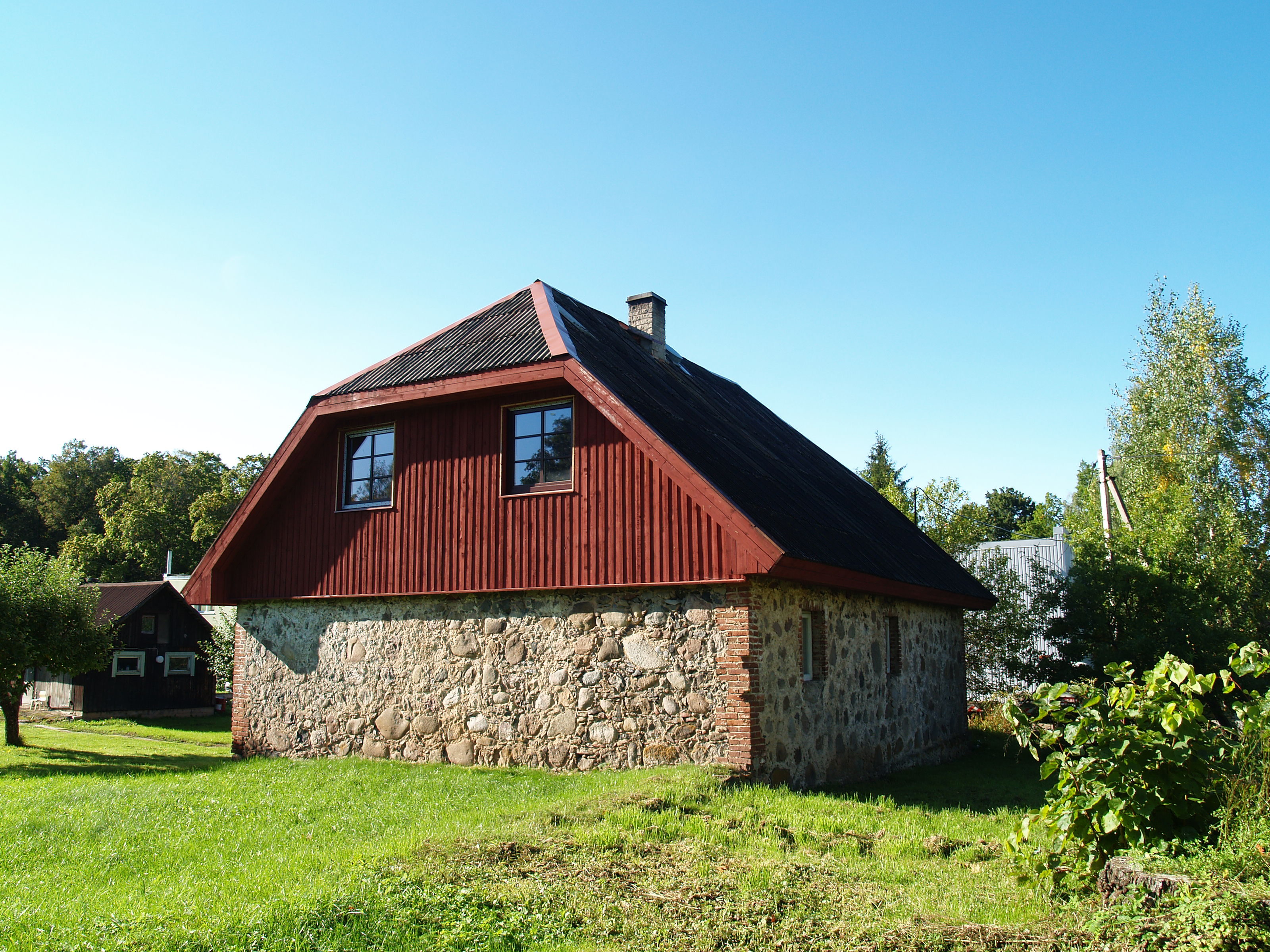
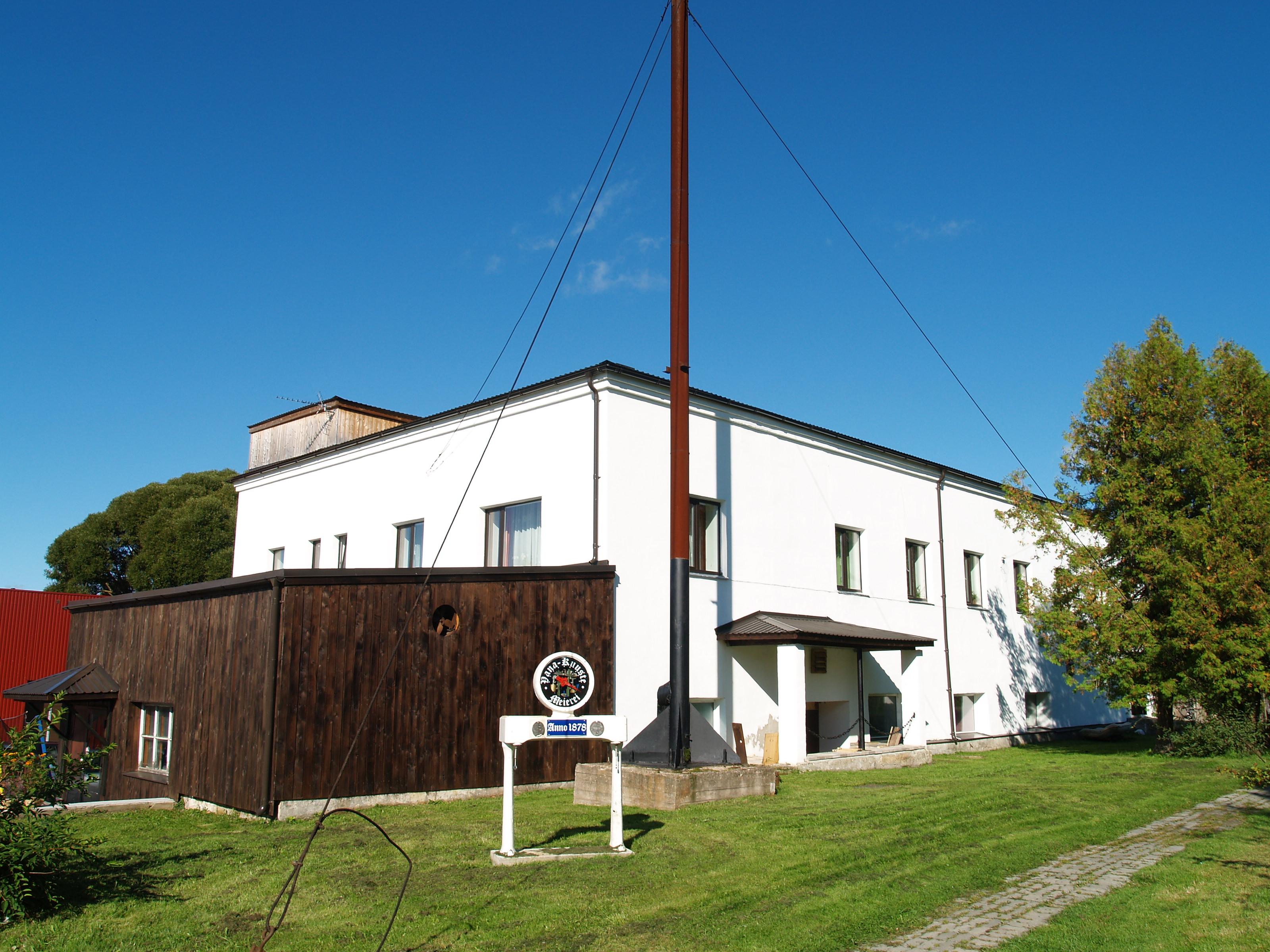